# Topolino (Taschenbuch)
Topolino (italienisch wörtlich Mäuschen, der Name von Micky Maus im Italienischen) ist eine italienische Taschenbuch-Reihe mit Disney-Comics, die seit 1949 erscheint.
Im Jahre 1949 entschied der Chefredakteur von Mondadori, Mario Gentilini, das seit 1932 erscheinende Wochenmagazin Topolino in ein Taschenbuch umzuwandeln. Am 10. April 1949 erschien die erste Ausgabe des Topolino libretto in Zusammenarbeit mit der Disney-Company. Vom 10. Juli 1988 bis zum 1. Oktober 2013 wurde die Ausgabe nur noch von Walt Disney produziert und am 8. Oktober 2013  hat Panini Comics die Produktion übernommen. Seit der ersten Ausgabe sind bereits mehr als 3400 Ausgaben erschienen (Stand Juli 2022).

## Phasen der Zeitschrift
Angesichts der langen redaktionellen Lebensdauer der Zeitschrift ist es möglich, sie nach Herausgeber, Periodizität und grafischer Gestaltung in Perioden einzuteilen.
| Fortlaufende Nummerierung | Publizierte Nummern | Datum                           | Periodizität    | Deckblatt            | Verleger                   |
| ------------------------- | ------------------- | ------------------------------- | --------------- | -------------------- | -------------------------- |
| 1–39                      | 39                  | April 1949 – März 1952          | monatlich       |                      | Mondadori                  |
| 40–235                    | 196                 | 10. April 1952 – 25. Mai 1960   | vierzehntäglich |                      | Mondadori                  |
| 236–604                   | 369                 | 5. Juni 1960 – 25. Juni 1967    | wöchentlich     | Buchrücken quadriert | Mondadori                  |
| 605–1701                  | 1097                | 2. Juli 1967 – 3. Juli 1988     | wöchentlich     | Buchrücken gelb      | Mondadori                  |
| 1702–3018                 | 1317                | 10. Juli 1988 – 1. Oktober 2013 | wöchentlich     | Buchrücken gelb      | Walt Disney Company Italia |
| von 3019                  | bis heute           | 8. Oktober 2013 – bis heute     | wöchentlich     | Buchrücken gelb      | Panini Comics              |